# Tour de Guangxi 2019
El Tour de Guangxi 2019 fou la 3a edició del Tour de Guangxi. Es desenvolupà entre el 16 i el 22 d'octubre de 2019 amb un recorregut de 972,8 km, repartits entre 6 etapes. Va ser l'última prova de l'UCI World Tour 2019.
El vencedor final fou el mallorquí Enric Mas Nicolau (Deceuninck-Quick Step), que s'imposà per 5" al colombià Daniel Martínez Poveda (EF Education First) i per 14" a l'italià Diego Rosa (Team Ineos).

## Equips participants
En aquesta edició hi van prendre part 15 equips World Tour i 3 equips continentals professionals.
| WorldTeams (15)- Astana - Bahrain-Merida - Bora-hansgrohe - CCC Team - Deceuninck-Quick Step - Dimension Data - EF Education First - Team Jumbo-Visma - Lotto Soudal - Mitchelton-Scott - Ineos - UAE Team Emirates - Katusha-Alpecin - Team Sunweb - Trek-Segafredo Equips continentals professionals (3)- Total Direct Énergie - Israel Cycling Academy - Wanty-Groupe Gobert |
| |

## Etapes
| Etapa    | Data      | Ciutats d'etapa                             | type                    | Distància (km) | Vencedor de l'etapa     | Líder de la general     |
| -------- | --------- | ------------------------------------------- | ----------------------- | -------------- | ----------------------- | ----------------------- |
| 1a etapa | 17 de oct | Beihai – Beihai                             | etapa plana             | 135,6          | Fernando Gaviria Rendón | Fernando Gaviria Rendón |
| 2a etapa | 18 de oct | Beihai – Qinzhou                            | etapa plana             | 152,3          | Daniel McLay            | Pascal Ackermann        |
| 3a etapa | 19 de oct | Nanning – Nanning                           | etapa accidentada       | 143            | Pascal Ackermann        | Pascal Ackermann        |
| 4a etapa | 20 de oct | Nanning – Nongla Provincial Natural Reserve | etapa de muntanya       | 161,4          | Enric Mas Nicolau       | Enric Mas Nicolau       |
| 5a etapa | 21 de oct | Liuzhou – Guilin                            | etapa de mitja muntanya | 212,2          | Fernando Gaviria Rendón | Enric Mas Nicolau       |
| 6a etapa | 21 de oct | Guilin – Guilin                             | etapa accidentada       | 168,3          | Pascal Ackermann        | Enric Mas Nicolau       |

### Etapa 1
| \| Classificació de l'etapa \| Classificació de l'etapa \| Classificació de l'etapa \| Classificació de l'etapa \| Classificació de l'etapa \| \| Corredor \| Corredor \| Equip \| Temps \| \| \| ------------------------ \| ------------------------ \| ------------------------ \| ------------------------ \| ------------------------ \| \| 1r \| Fernando Gaviria Rendón \| UAE Team Emirates \| 2h 53' 42" \| \| \| 2n \| Pascal Ackermann \| Bora-Hansgrohe \| + 0" \| \| \| 3r \| Matteo Trentin \| Mitchelton-Scott \| + 0" \| \| \| 4t \| Phil Bauhaus \| Bahrain-Merida \| + 0" \| \| \| 5è \| Matteo Moschetti \| Trek-Segafredo \| + 0" \| \| \| 6è \| Max Kanter \| Team Sunweb \| + 0" \| \| \| 7è \| Davide Martinelli \| Deceuninck-Quick Step \| + 0" \| \| \| 8è \| Jakub Mareczko \| CCC Team \| + 0" \| \| \| 9è \| Riccardo Minali \| Israel Cycling Academy \| + 0" \| \| \| 10è \| Davide Ballerini \| Astana \| + 0" \| \| |                         |                        |            |
| |                         |                        |            |
| Font: ProCyclingStats |                         |                        |            |
| Classificació de l'etapa |                         |                        |            |
| Corredor | Corredor                | Equip                  | Temps      |
| 1r | Fernando Gaviria Rendón | UAE Team Emirates      | 2h 53' 42" |
| 2n | Pascal Ackermann        | Bora-Hansgrohe         | + 0"       |
| 3r | Matteo Trentin          | Mitchelton-Scott       | + 0"       |
| 4t | Phil Bauhaus            | Bahrain-Merida         | + 0"       |
| 5è | Matteo Moschetti        | Trek-Segafredo         | + 0"       |
| 6è | Max Kanter              | Team Sunweb            | + 0"       |
| 7è | Davide Martinelli       | Deceuninck-Quick Step  | + 0"       |
| 8è | Jakub Mareczko          | CCC Team               | + 0"       |
| 9è | Riccardo Minali         | Israel Cycling Academy | + 0"       |
| 10è | Davide Ballerini        | Astana                 | + 0"       |

| \| Classificació general \| Classificació general \| Classificació general \| Classificació general \| Classificació general \| \| Corredor \| Corredor \| Equip \| Temps \| \| \| --------------------- \| ----------------------- \| --------------------- \| --------------------- \| --------------------- \| \| 1r \| Fernando Gaviria Rendón \| UAE Team Emirates \| 2h 53' 42" \| \| \| 2n \| Pascal Ackermann \| Bora-Hansgrohe \| + 4" \| \| \| 3r \| Matteo Trentin \| Mitchelton-Scott \| + 6" \| \| \| 4t \| Josef Černý \| CCC Team \| + 6" \| \| \| 5è \| Mikkel Frølich Honoré \| Deceuninck-Quick Step \| + 6" \| \| \| 6è \| Ryan Mullen \| Trek-Segafredo \| + 6" \| \| \| 7è \| Phil Bauhaus \| Bahrain-Merida \| + 10" \| \| \| 8è \| Matteo Moschetti \| Trek-Segafredo \| + 10" \| \| \| 9è \| Max Kanter \| Team Sunweb \| + 10" \| \| \| 10è \| Davide Martinelli \| Deceuninck-Quick Step \| + 10" \| \| |                         |                       |            |
| |                         |                       |            |
| Font: ProCyclingStats |                         |                       |            |
| Classificació general |                         |                       |            |
| Corredor | Corredor                | Equip                 | Temps      |
| 1r | Fernando Gaviria Rendón | UAE Team Emirates     | 2h 53' 42" |
| 2n | Pascal Ackermann        | Bora-Hansgrohe        | + 4"       |
| 3r | Matteo Trentin          | Mitchelton-Scott      | + 6"       |
| 4t | Josef Černý             | CCC Team              | + 6"       |
| 5è | Mikkel Frølich Honoré   | Deceuninck-Quick Step | + 6"       |
| 6è | Ryan Mullen             | Trek-Segafredo        | + 6"       |
| 7è | Phil Bauhaus            | Bahrain-Merida        | + 10"      |
| 8è | Matteo Moschetti        | Trek-Segafredo        | + 10"      |
| 9è | Max Kanter              | Team Sunweb           | + 10"      |
| 10è | Davide Martinelli       | Deceuninck-Quick Step | + 10"      |

### Etapa 2
| \| Classificació de l'etapa \| Classificació de l'etapa \| Classificació de l'etapa \| Classificació de l'etapa \| Classificació de l'etapa \| \| Corredor \| Corredor \| Equip \| Temps \| \| \| ------------------------ \| ------------------------ \| ------------------------ \| ------------------------ \| ------------------------ \| \| 1r \| Daniel McLay \| EF Education First \| 3h 45' 04" \| \| \| 2n \| Pascal Ackermann \| Bora-Hansgrohe \| + 0" \| \| \| 3r \| Matteo Trentin \| Mitchelton-Scott \| + 0" \| \| \| 4t \| Jonas Koch \| CCC Team \| + 0" \| \| \| 5è \| Davide Ballerini \| Astana \| + 0" \| \| \| 6è \| Jakub Mareczko \| CCC Team \| + 0" \| \| \| 7è \| Timothy Dupont \| Wanty-Gobert \| + 0" \| \| \| 8è \| Fernando Gaviria Rendón \| UAE Team Emirates \| + 0" \| \| \| 9è \| John Degenkolb \| Trek-Segafredo \| + 0" \| \| \| 10è \| Riccardo Minali \| Israel Cycling Academy \| + 0" \| \| |                         |                        |            |
| |                         |                        |            |
| Font: ProCyclingStats |                         |                        |            |
| Classificació de l'etapa |                         |                        |            |
| Corredor | Corredor                | Equip                  | Temps      |
| 1r | Daniel McLay            | EF Education First     | 3h 45' 04" |
| 2n | Pascal Ackermann        | Bora-Hansgrohe         | + 0"       |
| 3r | Matteo Trentin          | Mitchelton-Scott       | + 0"       |
| 4t | Jonas Koch              | CCC Team               | + 0"       |
| 5è | Davide Ballerini        | Astana                 | + 0"       |
| 6è | Jakub Mareczko          | CCC Team               | + 0"       |
| 7è | Timothy Dupont          | Wanty-Gobert           | + 0"       |
| 8è | Fernando Gaviria Rendón | UAE Team Emirates      | + 0"       |
| 9è | John Degenkolb          | Trek-Segafredo         | + 0"       |
| 10è | Riccardo Minali         | Israel Cycling Academy | + 0"       |

| \| Classificació general \| Classificació general \| Classificació general \| Classificació general \| Classificació general \| \| Corredor \| Corredor \| Equip \| Temps \| \| \| --------------------- \| ----------------------- \| --------------------- \| --------------------- \| --------------------- \| \| 1r \| Pascal Ackermann \| Bora-Hansgrohe \| 6h 38' 34" \| \| \| 2n \| Fernando Gaviria Rendón \| UAE Team Emirates \| + 2" \| \| \| 3r \| Daniel McLay \| EF Education First \| + 2" \| \| \| 4t \| Matteo Trentin \| Mitchelton-Scott \| + 4" \| \| \| 5è \| Jérôme Cousin \| Total Direct Énergie \| + 6" \| \| \| 6è \| Josef Černý \| CCC Team \| + 8" \| \| \| 7è \| Mikkel Frølich Honoré \| Deceuninck-Quick Step \| + 8" \| \| \| 8è \| Laurens De Vreese \| Astana \| + 9" \| \| \| 9è \| Sep Vanmarcke \| EF Education First \| + 9" \| \| \| 10è \| Jakub Mareczko \| CCC Team \| + 12" \| \| |                         |                       |            |
| |                         |                       |            |
| Font: ProCyclingStats |                         |                       |            |
| Classificació general |                         |                       |            |
| Corredor | Corredor                | Equip                 | Temps      |
| 1r | Pascal Ackermann        | Bora-Hansgrohe        | 6h 38' 34" |
| 2n | Fernando Gaviria Rendón | UAE Team Emirates     | + 2"       |
| 3r | Daniel McLay            | EF Education First    | + 2"       |
| 4t | Matteo Trentin          | Mitchelton-Scott      | + 4"       |
| 5è | Jérôme Cousin           | Total Direct Énergie  | + 6"       |
| 6è | Josef Černý             | CCC Team              | + 8"       |
| 7è | Mikkel Frølich Honoré   | Deceuninck-Quick Step | + 8"       |
| 8è | Laurens De Vreese       | Astana                | + 9"       |
| 9è | Sep Vanmarcke           | EF Education First    | + 9"       |
| 10è | Jakub Mareczko          | CCC Team              | + 12"      |

### Etapa 3
| \| Classificació de l'etapa \| Classificació de l'etapa \| Classificació de l'etapa \| Classificació de l'etapa \| Classificació de l'etapa \| \| Corredor \| Corredor \| Equip \| Temps \| \| \| ------------------------ \| ------------------------ \| ------------------------ \| ------------------------ \| ------------------------ \| \| 1r \| Pascal Ackermann \| Bora-Hansgrohe \| 3h 19' 21" \| \| \| 2n \| Aliaksandr Rabuixenka \| UAE Team Emirates \| + 0" \| \| \| 3r \| Matteo Trentin \| Mitchelton-Scott \| + 0" \| \| \| 4t \| Nikias Arndt \| Team Sunweb \| + 0" \| \| \| 5è \| Petr Vakoč \| Deceuninck-Quick Step \| + 0" \| \| \| 6è \| Lilian Calmejane \| Total Direct Énergie \| + 0" \| \| \| 7è \| Sep Vanmarcke \| EF Education First \| + 0" \| \| \| 8è \| Kiel Reijnen \| Trek-Segafredo \| + 0" \| \| \| 9è \| Davide Martinelli \| Deceuninck-Quick Step \| + 0" \| \| \| 10è \| Merhawi Kudus \| Astana \| + 0" \| \| |                       |                       |            |
| |                       |                       |            |
| Font: ProCyclingStats |                       |                       |            |
| Classificació de l'etapa |                       |                       |            |
| Corredor | Corredor              | Equip                 | Temps      |
| 1r | Pascal Ackermann      | Bora-Hansgrohe        | 3h 19' 21" |
| 2n | Aliaksandr Rabuixenka | UAE Team Emirates     | + 0"       |
| 3r | Matteo Trentin        | Mitchelton-Scott      | + 0"       |
| 4t | Nikias Arndt          | Team Sunweb           | + 0"       |
| 5è | Petr Vakoč            | Deceuninck-Quick Step | + 0"       |
| 6è | Lilian Calmejane      | Total Direct Énergie  | + 0"       |
| 7è | Sep Vanmarcke         | EF Education First    | + 0"       |
| 8è | Kiel Reijnen          | Trek-Segafredo        | + 0"       |
| 9è | Davide Martinelli     | Deceuninck-Quick Step | + 0"       |
| 10è | Merhawi Kudus         | Astana                | + 0"       |

| \| Classificació general \| Classificació general \| Classificació general \| Classificació general \| Classificació general \| \| Corredor \| Corredor \| Equip \| Temps \| \| \| --------------------- \| --------------------- \| ---------------------- \| --------------------- \| --------------------- \| \| 1r \| Pascal Ackermann \| Bora-Hansgrohe \| 9h 57' 45" \| \| \| 2n \| Matteo Trentin \| Mitchelton-Scott \| + 7" \| \| \| 3r \| Aliaksandr Rabuixenka \| UAE Team Emirates \| + 16" \| \| \| 4t \| Mikkel Frølich Honoré \| Deceuninck-Quick Step \| + 18" \| \| \| 5è \| Sep Vanmarcke \| EF Education First \| + 19" \| \| \| 6è \| Jacopo Mosca \| Trek-Segafredo \| + 19" \| \| \| 7è \| Davide Villella \| Astana \| + 21" \| \| \| 8è \| Davide Martinelli \| Deceuninck-Quick Step \| + 22" \| \| \| 9è \| Max Kanter \| Team Sunweb \| + 22" \| \| \| 10è \| Itamar Einhorn \| Israel Cycling Academy \| + 22" \| \| |                       |                        |            |
| |                       |                        |            |
| Font: ProCyclingStats |                       |                        |            |
| Classificació general |                       |                        |            |
| Corredor | Corredor              | Equip                  | Temps      |
| 1r | Pascal Ackermann      | Bora-Hansgrohe         | 9h 57' 45" |
| 2n | Matteo Trentin        | Mitchelton-Scott       | + 7"       |
| 3r | Aliaksandr Rabuixenka | UAE Team Emirates      | + 16"      |
| 4t | Mikkel Frølich Honoré | Deceuninck-Quick Step  | + 18"      |
| 5è | Sep Vanmarcke         | EF Education First     | + 19"      |
| 6è | Jacopo Mosca          | Trek-Segafredo         | + 19"      |
| 7è | Davide Villella       | Astana                 | + 21"      |
| 8è | Davide Martinelli     | Deceuninck-Quick Step  | + 22"      |
| 9è | Max Kanter            | Team Sunweb            | + 22"      |
| 10è | Itamar Einhorn        | Israel Cycling Academy | + 22"      |

### Etapa 4
| \| Classificació de l'etapa \| Classificació de l'etapa \| Classificació de l'etapa \| Classificació de l'etapa \| Classificació de l'etapa \| \| Corredor \| Corredor \| Equip \| Temps \| \| \| ------------------------ \| -------------------------- \| ------------------------ \| ------------------------ \| ------------------------ \| \| 1r \| Enric Mas Nicolau \| Deceuninck-Quick Step \| 3h 52' 53" \| \| \| 2n \| Daniel Martínez Poveda \| EF Education First \| + 1" \| \| \| 3r \| Diego Rosa \| Team Ineos \| + 8" \| \| \| 4t \| Antwan Tolhoek \| Team Jumbo-Visma \| + 12" \| \| \| 5è \| Felix Großschartner \| Bora-Hansgrohe \| + 19" \| \| \| 6è \| Odd Christian Eiking \| Wanty-Gobert \| + 19" \| \| \| 7è \| Carl Fredrik Hagen \| Lotto-Soudal \| + 19" \| \| \| 8è \| David de la Cruz Melgarejo \| Team Ineos \| + 19" \| \| \| 9è \| Martijn Tusveld \| Team Sunweb \| + 28" \| \| \| 10è \| Davide Villella \| Astana \| + 28" \| \| |                            |                       |            |
| |                            |                       |            |
| Font: ProCyclingStats |                            |                       |            |
| Classificació de l'etapa |                            |                       |            |
| Corredor | Corredor                   | Equip                 | Temps      |
| 1r | Enric Mas Nicolau          | Deceuninck-Quick Step | 3h 52' 53" |
| 2n | Daniel Martínez Poveda     | EF Education First    | + 1"       |
| 3r | Diego Rosa                 | Team Ineos            | + 8"       |
| 4t | Antwan Tolhoek             | Team Jumbo-Visma      | + 12"      |
| 5è | Felix Großschartner        | Bora-Hansgrohe        | + 19"      |
| 6è | Odd Christian Eiking       | Wanty-Gobert          | + 19"      |
| 7è | Carl Fredrik Hagen         | Lotto-Soudal          | + 19"      |
| 8è | David de la Cruz Melgarejo | Team Ineos            | + 19"      |
| 9è | Martijn Tusveld            | Team Sunweb           | + 28"      |
| 10è | Davide Villella            | Astana                | + 28"      |

| \| Classificació general \| Classificació general \| Classificació general \| Classificació general \| Classificació general \| \| Corredor \| Corredor \| Equip \| Temps \| \| \| --------------------- \| -------------------------- \| --------------------- \| --------------------- \| --------------------- \| \| 1r \| Enric Mas Nicolau \| Deceuninck-Quick Step \| 13h 50' 50" \| \| \| 2n \| Daniel Martínez Poveda \| EF Education First \| + 5" \| \| \| 3r \| Diego Rosa \| Team Ineos \| + 14" \| \| \| 4t \| Antwan Tolhoek \| Team Jumbo-Visma \| + 22" \| \| \| 5è \| Carl Fredrik Hagen \| Lotto-Soudal \| + 29" \| \| \| 6è \| Felix Großschartner \| Bora-Hansgrohe \| + 29" \| \| \| 7è \| Odd Christian Eiking \| Wanty-Gobert \| + 29" \| \| \| 8è \| David de la Cruz Melgarejo \| Team Ineos \| + 29" \| \| \| 9è \| Davide Villella \| Astana \| + 37" \| \| \| 10è \| Martijn Tusveld \| Team Sunweb \| + 38" \| \| |                            |                       |             |
| |                            |                       |             |
| Font: ProCyclingStats |                            |                       |             |
| Classificació general |                            |                       |             |
| Corredor | Corredor                   | Equip                 | Temps       |
| 1r | Enric Mas Nicolau          | Deceuninck-Quick Step | 13h 50' 50" |
| 2n | Daniel Martínez Poveda     | EF Education First    | + 5"        |
| 3r | Diego Rosa                 | Team Ineos            | + 14"       |
| 4t | Antwan Tolhoek             | Team Jumbo-Visma      | + 22"       |
| 5è | Carl Fredrik Hagen         | Lotto-Soudal          | + 29"       |
| 6è | Felix Großschartner        | Bora-Hansgrohe        | + 29"       |
| 7è | Odd Christian Eiking       | Wanty-Gobert          | + 29"       |
| 8è | David de la Cruz Melgarejo | Team Ineos            | + 29"       |
| 9è | Davide Villella            | Astana                | + 37"       |
| 10è | Martijn Tusveld            | Team Sunweb           | + 38"       |

### Etapa 5
| \| Classificació de l'etapa \| Classificació de l'etapa \| Classificació de l'etapa \| Classificació de l'etapa \| Classificació de l'etapa \| \| Corredor \| Corredor \| Equip \| Temps \| \| \| ------------------------ \| ------------------------ \| ------------------------ \| ------------------------ \| ------------------------ \| \| 1r \| Fernando Gaviria Rendón \| UAE Team Emirates \| 5h 13' 42" \| \| \| 2n \| Pascal Ackermann \| Bora-Hansgrohe \| + 0" \| \| \| 3r \| Matteo Trentin \| Mitchelton-Scott \| + 0" \| \| \| 4t \| Phil Bauhaus \| Bahrain-Merida \| + 0" \| \| \| 5è \| Timothy Dupont \| Wanty-Gobert \| + 0" \| \| \| 6è \| Ben Swift \| Team Ineos \| + 0" \| \| \| 7è \| Max Kanter \| Team Sunweb \| + 0" \| \| \| 8è \| Davide Martinelli \| Deceuninck-Quick Step \| + 0" \| \| \| 9è \| John Degenkolb \| Trek-Segafredo \| + 0" \| \| \| 10è \| Victor Campenaerts \| Lotto-Soudal \| + 0" \| \| |                         |                       |            |
| |                         |                       |            |
| Font: ProCyclingStats |                         |                       |            |
| Classificació de l'etapa |                         |                       |            |
| Corredor | Corredor                | Equip                 | Temps      |
| 1r | Fernando Gaviria Rendón | UAE Team Emirates     | 5h 13' 42" |
| 2n | Pascal Ackermann        | Bora-Hansgrohe        | + 0"       |
| 3r | Matteo Trentin          | Mitchelton-Scott      | + 0"       |
| 4t | Phil Bauhaus            | Bahrain-Merida        | + 0"       |
| 5è | Timothy Dupont          | Wanty-Gobert          | + 0"       |
| 6è | Ben Swift               | Team Ineos            | + 0"       |
| 7è | Max Kanter              | Team Sunweb           | + 0"       |
| 8è | Davide Martinelli       | Deceuninck-Quick Step | + 0"       |
| 9è | John Degenkolb          | Trek-Segafredo        | + 0"       |
| 10è | Victor Campenaerts      | Lotto-Soudal          | + 0"       |

| \| Classificació general \| Classificació general \| Classificació general \| Classificació general \| Classificació general \| \| Corredor \| Corredor \| Equip \| Temps \| \| \| --------------------- \| -------------------------- \| --------------------- \| --------------------- \| --------------------- \| \| 1r \| Enric Mas Nicolau \| Deceuninck-Quick Step \| 19h 04' 32" \| \| \| 2n \| Daniel Martínez Poveda \| EF Education First \| + 5" \| \| \| 3r \| Diego Rosa \| Team Ineos \| + 14" \| \| \| 4t \| Antwan Tolhoek \| Team Jumbo-Visma \| + 22" \| \| \| 5è \| Carl Fredrik Hagen \| Lotto-Soudal \| + 29" \| \| \| 6è \| Felix Großschartner \| Bora-Hansgrohe \| + 29" \| \| \| 7è \| Odd Christian Eiking \| Wanty-Gobert \| + 29" \| \| \| 8è \| David de la Cruz Melgarejo \| Team Ineos \| + 29" \| \| \| 9è \| Davide Villella \| Astana \| + 37" \| \| \| 10è \| Martijn Tusveld \| Team Sunweb \| + 38" \| \| |                            |                       |             |
| |                            |                       |             |
| Font: ProCyclingStats |                            |                       |             |
| Classificació general |                            |                       |             |
| Corredor | Corredor                   | Equip                 | Temps       |
| 1r | Enric Mas Nicolau          | Deceuninck-Quick Step | 19h 04' 32" |
| 2n | Daniel Martínez Poveda     | EF Education First    | + 5"        |
| 3r | Diego Rosa                 | Team Ineos            | + 14"       |
| 4t | Antwan Tolhoek             | Team Jumbo-Visma      | + 22"       |
| 5è | Carl Fredrik Hagen         | Lotto-Soudal          | + 29"       |
| 6è | Felix Großschartner        | Bora-Hansgrohe        | + 29"       |
| 7è | Odd Christian Eiking       | Wanty-Gobert          | + 29"       |
| 8è | David de la Cruz Melgarejo | Team Ineos            | + 29"       |
| 9è | Davide Villella            | Astana                | + 37"       |
| 10è | Martijn Tusveld            | Team Sunweb           | + 38"       |

### Etapa 6
| \| Classificació de l'etapa \| Classificació de l'etapa \| Classificació de l'etapa \| Classificació de l'etapa \| Classificació de l'etapa \| \| Corredor \| Corredor \| Equip \| Temps \| \| \| ------------------------ \| -------------------------- \| ------------------------ \| ------------------------ \| ------------------------ \| \| 1r \| Pascal Ackermann \| Bora-Hansgrohe \| 3h 38' 10" \| \| \| 2n \| Sebastián Molano Benavides \| UAE Team Emirates \| + 0" \| \| \| 3r \| Timo Roosen \| Team Jumbo-Visma \| + 0" \| \| \| 4t \| Rüdiger Selig \| Bora-Hansgrohe \| + 0" \| \| \| 5è \| Jakub Mareczko \| CCC Team \| + 0" \| \| \| 6è \| Asbjørn Kragh Andersen \| Team Sunweb \| + 0" \| \| \| 7è \| Matteo Trentin \| Mitchelton-Scott \| + 0" \| \| \| 8è \| Daniel McLay \| EF Education First \| + 0" \| \| \| 9è \| Hamish Schreurs \| Israel Cycling Academy \| + 0" \| \| \| 10è \| Max Kanter \| Team Sunweb \| + 0" \| \| |                            |                        |            |
| |                            |                        |            |
| Font: ProCyclingStats |                            |                        |            |
| Classificació de l'etapa |                            |                        |            |
| Corredor | Corredor                   | Equip                  | Temps      |
| 1r | Pascal Ackermann           | Bora-Hansgrohe         | 3h 38' 10" |
| 2n | Sebastián Molano Benavides | UAE Team Emirates      | + 0"       |
| 3r | Timo Roosen                | Team Jumbo-Visma       | + 0"       |
| 4t | Rüdiger Selig              | Bora-Hansgrohe         | + 0"       |
| 5è | Jakub Mareczko             | CCC Team               | + 0"       |
| 6è | Asbjørn Kragh Andersen     | Team Sunweb            | + 0"       |
| 7è | Matteo Trentin             | Mitchelton-Scott       | + 0"       |
| 8è | Daniel McLay               | EF Education First     | + 0"       |
| 9è | Hamish Schreurs            | Israel Cycling Academy | + 0"       |
| 10è | Max Kanter                 | Team Sunweb            | + 0"       |

## Classificacions finals

### Classificació general
| \| Classificació general \| Classificació general \| Classificació general \| Classificació general \| Classificació general \| \| Corredor \| Corredor \| Equip \| Temps \| \| \| --------------------- \| -------------------------- \| --------------------- \| --------------------- \| --------------------- \| \| 1r \| Enric Mas Nicolau \| Deceuninck-Quick Step \| 22h 42' 42" \| \| \| 2n \| Daniel Martínez Poveda \| EF Education First \| + 5" \| \| \| 3r \| Diego Rosa \| Team Ineos \| + 14" \| \| \| 4t \| Antwan Tolhoek \| Team Jumbo-Visma \| + 22" \| \| \| 5è \| Felix Großschartner \| Bora-Hansgrohe \| + 29" \| \| \| 6è \| Odd Christian Eiking \| Wanty-Gobert \| + 29" \| \| \| 7è \| Carl Fredrik Hagen \| Lotto-Soudal \| + 29" \| \| \| 8è \| David de la Cruz Melgarejo \| Team Ineos \| + 29" \| \| \| 9è \| Davide Villella \| Astana \| + 37" \| \| \| 10è \| Martijn Tusveld \| Team Sunweb \| + 38" \| \| |                            |                       |             |
| |                            |                       |             |
| Font: ProCyclingStats |                            |                       |             |
| Classificació general |                            |                       |             |
| Corredor | Corredor                   | Equip                 | Temps       |
| 1r | Enric Mas Nicolau          | Deceuninck-Quick Step | 22h 42' 42" |
| 2n | Daniel Martínez Poveda     | EF Education First    | + 5"        |
| 3r | Diego Rosa                 | Team Ineos            | + 14"       |
| 4t | Antwan Tolhoek             | Team Jumbo-Visma      | + 22"       |
| 5è | Felix Großschartner        | Bora-Hansgrohe        | + 29"       |
| 6è | Odd Christian Eiking       | Wanty-Gobert          | + 29"       |
| 7è | Carl Fredrik Hagen         | Lotto-Soudal          | + 29"       |
| 8è | David de la Cruz Melgarejo | Team Ineos            | + 29"       |
| 9è | Davide Villella            | Astana                | + 37"       |
| 10è | Martijn Tusveld            | Team Sunweb           | + 38"       |

### Classificacions secundàries
| Classificació per punts | Classificació per punts | Classificació per punts | Classificació per punts | Classificació per punts |
| Corredor                | Corredor                | Equip                   | Punts                   |                         |
| ----------------------- | ----------------------- | ----------------------- | ----------------------- | ----------------------- |
| 1r                      | Pascal Ackermann        | Bora-Hansgrohe          | 62 pts                  |                         |
| 2n                      | Matteo Trentin          | Mitchelton-Scott        | 42 pts                  |                         |
| 3r                      | Fernando Gaviria Rendón | UAE Team Emirates       | 33 pts                  |                         |
| 4t                      | Ryan Mullen             | Trek-Segafredo          | 24 pts                  |                         |
| 5è                      | Daniel McLay            | EF Education First      | 22 pts                  |                         |
| 6è                      | Jay Robert Thomson      | Dimension Data          | 18 pts                  |                         |
| 7è                      | Enric Mas Nicolau       | Deceuninck-Quick Step   | 15 pts                  |                         |
| 8è                      | Meiyin Wang             | Bahrain-Merida          | 14 pts                  |                         |
| 9è                      | Jakub Mareczko          | CCC Team                | 14 pts                  |                         |
| 10è                     | Jérôme Cousin           | Total Direct Énergie    | 12 pts                  |                         |

| Classificació per punts | Classificació per punts | Classificació per punts | Classificació per punts | Classificació per punts |
| Corredor                | Corredor                | Equip                   | Punts                   |                         |
| ----------------------- | ----------------------- | ----------------------- | ----------------------- | ----------------------- |
| 1r                      | Pascal Ackermann        | Bora-Hansgrohe          | 62 pts                  |                         |
| 2n                      | Matteo Trentin          | Mitchelton-Scott        | 42 pts                  |                         |
| 3r                      | Fernando Gaviria Rendón | UAE Team Emirates       | 33 pts                  |                         |
| 4t                      | Ryan Mullen             | Trek-Segafredo          | 24 pts                  |                         |
| 5è                      | Daniel McLay            | EF Education First      | 22 pts                  |                         |
| 6è                      | Jay Robert Thomson      | Dimension Data          | 18 pts                  |                         |
| 7è                      | Enric Mas Nicolau       | Deceuninck-Quick Step   | 15 pts                  |                         |
| 8è                      | Meiyin Wang             | Bahrain-Merida          | 14 pts                  |                         |
| 9è                      | Jakub Mareczko          | CCC Team                | 14 pts                  |                         |
| 10è                     | Jérôme Cousin           | Total Direct Énergie    | 12 pts                  |                         |

| Classificació de la muntanya | Classificació de la muntanya | Classificació de la muntanya | Classificació de la muntanya | Classificació de la muntanya |
| Corredor                     | Corredor                     | Equip                        | Punts                        |                              |
| ---------------------------- | ---------------------------- | ---------------------------- | ---------------------------- | ---------------------------- |
| 1r                           | Tomasz Marczyński            | Lotto-Soudal                 | 40 pts                       |                              |
| 2n                           | Guillaume Martin             | Wanty-Gobert                 | 36 pts                       |                              |
| 3r                           | Ryan Mullen                  | Trek-Segafredo               | 20 pts                       |                              |
| 4t                           | Enric Mas Nicolau            | Deceuninck-Quick Step        | 14 pts                       |                              |
| 5è                           | Daniel Martínez Poveda       | EF Education First           | 10 pts                       |                              |
| 6è                           | Kévin Van Melsen             | Wanty-Gobert                 | 8 pts                        |                              |
| 7è                           | Jay Robert Thomson           | Dimension Data               | 7 pts                        |                              |
| 8è                           | Jacopo Mosca                 | Trek-Segafredo               | 6 pts                        |                              |
| 9è                           | Meiyin Wang                  | Bahrain-Merida               | 6 pts                        |                              |
| 10è                          | Davide Villella              | Astana                       | 6 pts                        |                              |

| Classificació de la muntanya | Classificació de la muntanya | Classificació de la muntanya | Classificació de la muntanya | Classificació de la muntanya |
| Corredor                     | Corredor                     | Equip                        | Punts                        |                              |
| ---------------------------- | ---------------------------- | ---------------------------- | ---------------------------- | ---------------------------- |
| 1r                           | Tomasz Marczyński            | Lotto-Soudal                 | 40 pts                       |                              |
| 2n                           | Guillaume Martin             | Wanty-Gobert                 | 36 pts                       |                              |
| 3r                           | Ryan Mullen                  | Trek-Segafredo               | 20 pts                       |                              |
| 4t                           | Enric Mas Nicolau            | Deceuninck-Quick Step        | 14 pts                       |                              |
| 5è                           | Daniel Martínez Poveda       | EF Education First           | 10 pts                       |                              |
| 6è                           | Kévin Van Melsen             | Wanty-Gobert                 | 8 pts                        |                              |
| 7è                           | Jay Robert Thomson           | Dimension Data               | 7 pts                        |                              |
| 8è                           | Jacopo Mosca                 | Trek-Segafredo               | 6 pts                        |                              |
| 9è                           | Meiyin Wang                  | Bahrain-Merida               | 6 pts                        |                              |
| 10è                          | Davide Villella              | Astana                       | 6 pts                        |                              |

| Classificació del millor jove | Classificació del millor jove | Classificació del millor jove | Classificació del millor jove | Classificació del millor jove |
| Corredor                      | Corredor                      | Equip                         | Temps                         |                               |
| ----------------------------- | ----------------------------- | ----------------------------- | ----------------------------- | ----------------------------- |
| 1r                            | Enric Mas Nicolau             | Deceuninck-Quick Step         | 22h 42' 42"                   |                               |
| 2n                            | Daniel Martínez Poveda        | EF Education First            | + 5"                          |                               |
| 3r                            | Antwan Tolhoek                | Team Jumbo-Visma              | + 22"                         |                               |
| 4t                            | Odd Christian Eiking          | Wanty-Gobert                  | + 29"                         |                               |
| 5è                            | Rémi Cavagna                  | Deceuninck-Quick Step         | + 41"                         |                               |
| 6è                            | Maximilian Schachmann         | Bora-Hansgrohe                | + 41"                         |                               |
| 7è                            | Steff Cras                    | Katusha-Alpecin               | + 41"                         |                               |
| 8è                            | Merhawi Kudus                 | Astana                        | + 53"                         |                               |
| 9è                            | Aliaksandr Rabuixenka         | UAE Team Emirates             | + 1' 15"                      |                               |
| 10è                           | Nick Schultz                  | Mitchelton-Scott              | + 1' 21"                      |                               |

| Classificació del millor jove | Classificació del millor jove | Classificació del millor jove | Classificació del millor jove | Classificació del millor jove |
| Corredor                      | Corredor                      | Equip                         | Temps                         |                               |
| ----------------------------- | ----------------------------- | ----------------------------- | ----------------------------- | ----------------------------- |
| 1r                            | Enric Mas Nicolau             | Deceuninck-Quick Step         | 22h 42' 42"                   |                               |
| 2n                            | Daniel Martínez Poveda        | EF Education First            | + 5"                          |                               |
| 3r                            | Antwan Tolhoek                | Team Jumbo-Visma              | + 22"                         |                               |
| 4t                            | Odd Christian Eiking          | Wanty-Gobert                  | + 29"                         |                               |
| 5è                            | Rémi Cavagna                  | Deceuninck-Quick Step         | + 41"                         |                               |
| 6è                            | Maximilian Schachmann         | Bora-Hansgrohe                | + 41"                         |                               |
| 7è                            | Steff Cras                    | Katusha-Alpecin               | + 41"                         |                               |
| 8è                            | Merhawi Kudus                 | Astana                        | + 53"                         |                               |
| 9è                            | Aliaksandr Rabuixenka         | UAE Team Emirates             | + 1' 15"                      |                               |
| 10è                           | Nick Schultz                  | Mitchelton-Scott              | + 1' 21"                      |                               |

| Classificació per equips | Classificació per equips | Classificació per equips | Classificació per equips |
| Equip                    | Equip                    | Temps                    |                          |
| ------------------------ | ------------------------ | ------------------------ | ------------------------ |
| 1r                       | Lotto Soudal             | 68h 11' 00"              |                          |
| 2n                       | Ineos                    | + 16"                    |                          |
| 3r                       | Astana                   | + 17"                    |                          |
| 4t                       | Wanty-Groupe Gobert      | + 33"                    |                          |
| 5è                       | Dimension Data           | + 1' 30"                 |                          |
| 6è                       | Deceuninck-Quick Step    | + 1' 35"                 |                          |
| 7è                       | Total Direct Énergie     | + 2' 44"                 |                          |
| 8è                       | Israel Cycling Academy   | + 4' 57"                 |                          |
| 9è                       | Team Sunweb              | + 4' 59"                 |                          |
| 10è                      | CCC Team                 | + 5' 09"                 |                          |

| Classificació per equips | Classificació per equips | Classificació per equips | Classificació per equips |
| Equip                    | Equip                    | Temps                    |                          |
| ------------------------ | ------------------------ | ------------------------ | ------------------------ |
| 1r                       | Lotto Soudal             | 68h 11' 00"              |                          |
| 2n                       | Ineos                    | + 16"                    |                          |
| 3r                       | Astana                   | + 17"                    |                          |
| 4t                       | Wanty-Groupe Gobert      | + 33"                    |                          |
| 5è                       | Dimension Data           | + 1' 30"                 |                          |
| 6è                       | Deceuninck-Quick Step    | + 1' 35"                 |                          |
| 7è                       | Total Direct Énergie     | + 2' 44"                 |                          |
| 8è                       | Israel Cycling Academy   | + 4' 57"                 |                          |
| 9è                       | Team Sunweb              | + 4' 59"                 |                          |
| 10è                      | CCC Team                 | + 5' 09"                 |                          |

## Evolució de les classificacions
| Etapa              | Vencedor           | Classificació general | Classificació per punts | Classificació de la muntanya | Classificació del millor jove | Classificació per equips |
| ------------------ | ------------------ | --------------------- | ----------------------- | ---------------------------- | ----------------------------- | ------------------------ |
| 1                  | Fernando Gaviria   | Fernando Gaviria      | Fernando Gaviria        | Ryan Mullen                  | Fernando Gaviria              | Wanty-Groupe Gobert      |
| 2                  | Daniel McLay       | Pascal Ackermann      | Pascal Ackermann        | Guillaume Martin             | Pascal Ackermann              | Wanty-Groupe Gobert      |
| 3                  | Pascal Ackermann   | Pascal Ackermann      | Pascal Ackermann        | Jacopo Mosca                 | Pascal Ackermann              | Wanty-Groupe Gobert      |
| 4                  | Enric Mas Nicolau  | Enric Mas Nicolau     | Pascal Ackermann        | Guillaume Martin             | Enric Mas Nicolau             | Lotto-Soudal             |
| 5                  | Fernando Gaviria   | Enric Mas Nicolau     | Pascal Ackermann        | Tomasz Marczyński            | Enric Mas Nicolau             | Lotto-Soudal             |
| 6                  | Pascal Ackermann   | Enric Mas Nicolau     | Pascal Ackermann        | Tomasz Marczyński            | Enric Mas Nicolau             | Lotto-Soudal             |
| Classements finals | Classements finals | Enric Mas Nicolau     | Pascal Ackermann        | Tomasz Marczyński            | Enric Mas Nicolau             | Lotto-Soudal             |

## Llista de participants
| Team Ineos INS | Team Ineos INS                   | Team Ineos INS |
| -------------- | -------------------------------- | -------------- |
| Núm            | Ciclista                         | Pos            |
| 1              | Leonardo Basso (ITA)             | 110è           |
| 2              | David de la Cruz Melgarejo (ESP) | 8è             |
| 3              | Kristoffer Halvorsen (NOR)       | 99è            |
| 4              | Christopher Lawless (GBR)        | 80è            |
| 5              | Jhonatan Narváez Prado (ECU)     | 34è            |
| 6              | Diego Rosa (ITA)                 | 3r             |
| 7              | Ben Swift (GBR) (ruta)           | 69è            |

| Astana AST | Astana AST                  | Astana AST |
| ---------- | --------------------------- | ---------- |
| Núm        | Ciclista                    | Pos        |
| 11         | Davide Ballerini (ITA)      | 76è        |
| 12         | Rodrigo Contreras (COL)     | 71è        |
| 13         | Laurens De Vreese (BEL)     | 37è        |
| 14         | Jonas Gregaard Wilsly (DEN) | 59è        |
| 15         | Jan Hirt (CZE)              | 86è        |
| 16         | Davide Villella (ITA)       | 9è         |
| 17         | Merhawi Kudus (ERI)         | 17è        |

| Bahrain-Merida TBM | Bahrain-Merida TBM   | Bahrain-Merida TBM |
| ------------------ | -------------------- | ------------------ |
| Núm                | Ciclista             | Pos                |
| 21                 | Valerio Agnoli (ITA) | 51è                |
| 22                 | Feng Chun-kai        | 93è                |
| 23                 | Andrea Garosio (ITA) | 27è                |
| 24                 | Phil Bauhaus (GER)   | 47è                |
| 25                 | Antonio Nibali (ITA) | 50è                |
| 26                 | Marcel Sieberg (GER) | 65è                |
| 27                 | Meiyin Wang (CHN)    | 79è                |

| Bora-Hansgrohe BOH | Bora-Hansgrohe BOH                 | Bora-Hansgrohe BOH |
| ------------------ | ---------------------------------- | ------------------ |
| Núm                | Ciclista                           | Pos                |
| 31                 | Pascal Ackermann (GER)             | 60è                |
| 32                 | Shane Archbold (NZL)               | 117è               |
| 33                 | Maximilian Schachmann (GER) (ruta) | 13è                |
| 34                 | Felix Großschartner (AUT)          | 5è                 |
| 35                 | Andreas Schillinger (GER)          | NP                 |
| 36                 | Michael Schwarzmann (GER)          | 94è                |
| 37                 | Rüdiger Selig (GER)                | 88è                |

| CCC Team CCC | CCC Team CCC                         | CCC Team CCC |
| ------------ | ------------------------------------ | ------------ |
| Núm          | Ciclista                             | Pos          |
| 41           | Josef Černý (CZE)                    | 68è          |
| 42           | Kamil Gradek (POL)                   | 105è         |
| 43           | Jonas Koch (GER)                     | DNF          |
| 44           | Jakub Mareczko (ITA)                 | 98è          |
| 45           | Gijs Van Hoecke (BEL)                | 32è          |
| 46           | Guillaume Van Keirsbulck (BEL)       | 85è          |
| 47           | Francisco José Ventoso Alberdi (ESP) | 49è          |

| Deceuninck-Quick Step DQT | Deceuninck-Quick Step DQT   | Deceuninck-Quick Step DQT |
| ------------------------- | --------------------------- | ------------------------- |
| Núm                       | Ciclista                    | Pos                       |
| 51                        | Rémi Cavagna (FRA)          | 11è                       |
| 52                        | Mikkel Frølich Honoré (DEN) | 42è                       |
| 53                        | Iljo Keisse (BEL)           | 112è                      |
| 54                        | Davide Martinelli (ITA)     | 62è                       |
| 55                        | Enric Mas Nicolau (ESP)     | 1r                        |
| 56                        | Pieter Serry (BEL)          | 48è                       |
| 57                        | Petr Vakoč (CZE)            | 38è                       |

| EF Education First EF1 | EF Education First EF1       | EF Education First EF1 |
| ---------------------- | ---------------------------- | ---------------------- |
| Núm                    | Ciclista                     | Pos                    |
| 61                     | Daniel McLay (GBR)           | 92è                    |
| 62                     | Moreno Hofland (NED)         | 46è                    |
| 63                     | Hugh Carthy (GBR)            | 75è                    |
| 64                     | Daniel Martínez Poveda (COL) | 2n                     |
| 65                     | Julius van den Berg (NED)    | 84è                    |
| 66                     | Tejay van Garderen (USA)     | 61è                    |
| 67                     | Sep Vanmarcke (BEL)          | 39è                    |

| Lotto-Soudal LTS | Lotto-Soudal LTS            | Lotto-Soudal LTS |
| ---------------- | --------------------------- | ---------------- |
| Núm              | Ciclista                    | Pos              |
| 71               | Victor Campenaerts (BEL)    | 21è              |
| 72               | Frederik Frison (BEL)       | 90è              |
| 73               | Carl Fredrik Hagen (NOR)    | 7è               |
| 74               | Adam Hansen (AUS)           | 66è              |
| 75               | Rasmus Byriel Iversen (DEN) | 114è             |
| 76               | Tomasz Marczyński (POL)     | 19è              |
| 77               | Brian van Goethem (NED)     | 113è             |

| Mitchelton-Scott MTS | Mitchelton-Scott MTS      | Mitchelton-Scott MTS |
| -------------------- | ------------------------- | -------------------- |
| Núm                  | Ciclista                  | Pos                  |
| 81                   | Edoardo Affini (ITA)      | 109è                 |
| 82                   | Nick Schultz (AUS)        | 23è                  |
| 84                   | Alexander Edmondson (AUS) | 55è                  |
| 85                   | Kaden Groves (AUS)        | 116è                 |
| 86                   | Callum Scotson (AUS)      | 100è                 |
| 87                   | Matteo Trentin (ITA)      | 16è                  |

| Dimension Data TDD | Dimension Data TDD               | Dimension Data TDD |
| ------------------ | -------------------------------- | ------------------ |
| Núm                | Ciclista                         | Pos                |
| 91                 | Stefan de Bod (RSA)              | 36è                |
| 92                 | Nicholas Dlamini (RSA)           | 54è                |
| 93                 | Enrico Gasparotto (ITA)          | DNF                |
| 94                 | Jacques Janse van Rensburg (RSA) | 25è                |
| 95                 | Gino Mäder (SUI)                 | 24è                |
| 96                 | Louis Meintjes (RSA)             | 22è                |
| 97                 | Jay Robert Thomson (RSA)         | 104è               |

| Team Jumbo-Visma TJV | Team Jumbo-Visma TJV     | Team Jumbo-Visma TJV |
| -------------------- | ------------------------ | -------------------- |
| Núm                  | Ciclista                 | Pos                  |
| 102                  | Floris De Tier (BEL)     | 57è                  |
| 103                  | Bert-Jan Lindeman (NED)  | 64è                  |
| 105                  | Timo Roosen (NED)        | 45è                  |
| 106                  | Antwan Tolhoek (NED)     | 4t                   |
| 107                  | Taco van der Hoorn (NED) | 108è                 |

| Katusha-Alpecin TKA | Katusha-Alpecin TKA         | Katusha-Alpecin TKA |
| ------------------- | --------------------------- | ------------------- |
| Núm                 | Ciclista                    | Pos                 |
| 111                 | Jenthe Biermans (BEL)       | DNF                 |
| 112                 | Steff Cras (BEL)            | 92è                 |
| 113                 | Viatxeslav Kuznetsov (RUS)  | 89è                 |
| 114                 | Daniel Navarro García (ESP) | 73è                 |
| 115                 | Simon Špilak (SLO)          | 64è                 |
| 116                 | Harry Tanfield (GBR)        | DNF                 |
| 117                 | Ilnur Zakarin (RUS)         | 71è                 |

| Team Sunweb SUN | Team Sunweb SUN              | Team Sunweb SUN |
| --------------- | ---------------------------- | --------------- |
| Núm             | Ciclista                     | Pos             |
| 121             | Nikias Arndt (GER)           | 40è             |
| 122             | Johannes Fröhlinger (GER)    | 56è             |
| 123             | Lennard Kämna (GER)          | 77è             |
| 124             | Max Kanter (GER)             | 52è             |
| 125             | Asbjørn Kragh Andersen (DEN) | 67è             |
| 126             | Florian Stork (GER)          | 101è            |
| 127             | Martijn Tusveld (NED)        | 10è             |

| Trek-Segafredo TFS | Trek-Segafredo TFS     | Trek-Segafredo TFS |
| ------------------ | ---------------------- | ------------------ |
| Núm                | Ciclista               | Pos                |
| 131                | Nicola Conci (ITA)     | 82è                |
| 132                | John Degenkolb (GER)   | 63è                |
| 133                | Ryan Mullen (IRL)      | 106è               |
| 134                | Jacopo Mosca (ITA)     | 28è                |
| 135                | Matteo Moschetti (ITA) | 81è                |
| 136                | Kiel Reijnen (USA)     | 91è                |
| 137                | Peter Stetina (USA)    | 15è                |

| UAE Team Emirates UAD | UAE Team Emirates UAD            | UAE Team Emirates UAD |
| --------------------- | -------------------------------- | --------------------- |
| Núm                   | Ciclista                         | Pos                   |
| 141                   | Oliviero Troia (ITA)             | 96è                   |
| 142                   | Roberto Ferrari (ITA)            | 115è                  |
| 143                   | Fernando Gaviria Rendón (COL)    | 72è                   |
| 144                   | Sebastián Molano Benavides (COL) | 83è                   |
| 145                   | Ivo Oliveira (POR)               | 97è                   |
| 146                   | Simone Petilli (ITA)             | 26è                   |
| 147                   | Aliaksandr Rabuixenka (BLR)      | 20è                   |

| Israel Cycling Academy ICA | Israel Cycling Academy ICA | Israel Cycling Academy ICA |
| -------------------------- | -------------------------- | -------------------------- |
| Núm                        | Ciclista                   | Pos                        |
| 151                        | Daniel Turek (CZE)         | 29è                        |
| 152                        | Matteo Badilatti (SUI)     | 33è                        |
| 153                        | Riccardo Minali (ITA)      | 87è                        |
| 154                        | Roy Goldstein (ISR)        | 111è                       |
| 155                        | Itamar Einhorn (ISR)       | 74è                        |
| 156                        | Hamish Schreurs (NZL)      | 78è                        |
| 157                        | Benjamin Perry (CAN)       | 95è                        |

| Total Direct Énergie TDE | Total Direct Énergie TDE | Total Direct Énergie TDE |
| ------------------------ | ------------------------ | ------------------------ |
| Núm                      | Ciclista                 | Pos                      |
| 161                      | Lilian Calmejane (FRA)   | 12è                      |
| 162                      | Jérôme Cousin (FRA)      | 73è                      |
| 163                      | Jonathan Hivert (FRA)    | 31è                      |
| 164                      | Bryan Nauleau (FRA)      | 89è                      |
| 165                      | Paul Ourselin (FRA)      | 58è                      |
| 166                      | Romain Sicard (FRA)      | 35è                      |
| 167                      | Rein Taaramäe (EST)      | 41è                      |

| Wanty-Gobert WGG | Wanty-Gobert WGG           | Wanty-Gobert WGG |
| ---------------- | -------------------------- | ---------------- |
| Núm              | Ciclista                   | Pos              |
| 171              | Timothy Dupont (BEL)       | 43è              |
| 172              | Odd Christian Eiking (NOR) | 6è               |
| 173              | Tom Devriendt (BEL)        | 103è             |
| 174              | Pieter Vanspeybrouck (BEL) | 118è             |
| 175              | Guillaume Martin (FRA)     | 18è              |
| 176              | Kévin Van Melsen (BEL)     | 102è             |
| 177              | Loïc Vliegen (BEL)         | 30è              |

| Team Ineos INS | Team Ineos INS                   | Team Ineos INS |
| -------------- | -------------------------------- | -------------- |
| Núm            | Ciclista                         | Pos            |
| 1              | Leonardo Basso (ITA)             | 110è           |
| 2              | David de la Cruz Melgarejo (ESP) | 8è             |
| 3              | Kristoffer Halvorsen (NOR)       | 99è            |
| 4              | Christopher Lawless (GBR)        | 80è            |
| 5              | Jhonatan Narváez Prado (ECU)     | 34è            |
| 6              | Diego Rosa (ITA)                 | 3r             |
| 7              | Ben Swift (GBR) (ruta)           | 69è            |

| Astana AST | Astana AST                  | Astana AST |
| ---------- | --------------------------- | ---------- |
| Núm        | Ciclista                    | Pos        |
| 11         | Davide Ballerini (ITA)      | 76è        |
| 12         | Rodrigo Contreras (COL)     | 71è        |
| 13         | Laurens De Vreese (BEL)     | 37è        |
| 14         | Jonas Gregaard Wilsly (DEN) | 59è        |
| 15         | Jan Hirt (CZE)              | 86è        |
| 16         | Davide Villella (ITA)       | 9è         |
| 17         | Merhawi Kudus (ERI)         | 17è        |

| Bahrain-Merida TBM | Bahrain-Merida TBM   | Bahrain-Merida TBM |
| ------------------ | -------------------- | ------------------ |
| Núm                | Ciclista             | Pos                |
| 21                 | Valerio Agnoli (ITA) | 51è                |
| 22                 | Feng Chun-kai        | 93è                |
| 23                 | Andrea Garosio (ITA) | 27è                |
| 24                 | Phil Bauhaus (GER)   | 47è                |
| 25                 | Antonio Nibali (ITA) | 50è                |
| 26                 | Marcel Sieberg (GER) | 65è                |
| 27                 | Meiyin Wang (CHN)    | 79è                |

| Bora-Hansgrohe BOH | Bora-Hansgrohe BOH                 | Bora-Hansgrohe BOH |
| ------------------ | ---------------------------------- | ------------------ |
| Núm                | Ciclista                           | Pos                |
| 31                 | Pascal Ackermann (GER)             | 60è                |
| 32                 | Shane Archbold (NZL)               | 117è               |
| 33                 | Maximilian Schachmann (GER) (ruta) | 13è                |
| 34                 | Felix Großschartner (AUT)          | 5è                 |
| 35                 | Andreas Schillinger (GER)          | NP                 |
| 36                 | Michael Schwarzmann (GER)          | 94è                |
| 37                 | Rüdiger Selig (GER)                | 88è                |

| CCC Team CCC | CCC Team CCC                         | CCC Team CCC |
| ------------ | ------------------------------------ | ------------ |
| Núm          | Ciclista                             | Pos          |
| 41           | Josef Černý (CZE)                    | 68è          |
| 42           | Kamil Gradek (POL)                   | 105è         |
| 43           | Jonas Koch (GER)                     | DNF          |
| 44           | Jakub Mareczko (ITA)                 | 98è          |
| 45           | Gijs Van Hoecke (BEL)                | 32è          |
| 46           | Guillaume Van Keirsbulck (BEL)       | 85è          |
| 47           | Francisco José Ventoso Alberdi (ESP) | 49è          |

| Deceuninck-Quick Step DQT | Deceuninck-Quick Step DQT   | Deceuninck-Quick Step DQT |
| ------------------------- | --------------------------- | ------------------------- |
| Núm                       | Ciclista                    | Pos                       |
| 51                        | Rémi Cavagna (FRA)          | 11è                       |
| 52                        | Mikkel Frølich Honoré (DEN) | 42è                       |
| 53                        | Iljo Keisse (BEL)           | 112è                      |
| 54                        | Davide Martinelli (ITA)     | 62è                       |
| 55                        | Enric Mas Nicolau (ESP)     | 1r                        |
| 56                        | Pieter Serry (BEL)          | 48è                       |
| 57                        | Petr Vakoč (CZE)            | 38è                       |

| EF Education First EF1 | EF Education First EF1       | EF Education First EF1 |
| ---------------------- | ---------------------------- | ---------------------- |
| Núm                    | Ciclista                     | Pos                    |
| 61                     | Daniel McLay (GBR)           | 92è                    |
| 62                     | Moreno Hofland (NED)         | 46è                    |
| 63                     | Hugh Carthy (GBR)            | 75è                    |
| 64                     | Daniel Martínez Poveda (COL) | 2n                     |
| 65                     | Julius van den Berg (NED)    | 84è                    |
| 66                     | Tejay van Garderen (USA)     | 61è                    |
| 67                     | Sep Vanmarcke (BEL)          | 39è                    |

| Lotto-Soudal LTS | Lotto-Soudal LTS            | Lotto-Soudal LTS |
| ---------------- | --------------------------- | ---------------- |
| Núm              | Ciclista                    | Pos              |
| 71               | Victor Campenaerts (BEL)    | 21è              |
| 72               | Frederik Frison (BEL)       | 90è              |
| 73               | Carl Fredrik Hagen (NOR)    | 7è               |
| 74               | Adam Hansen (AUS)           | 66è              |
| 75               | Rasmus Byriel Iversen (DEN) | 114è             |
| 76               | Tomasz Marczyński (POL)     | 19è              |
| 77               | Brian van Goethem (NED)     | 113è             |

| Mitchelton-Scott MTS | Mitchelton-Scott MTS      | Mitchelton-Scott MTS |
| -------------------- | ------------------------- | -------------------- |
| Núm                  | Ciclista                  | Pos                  |
| 81                   | Edoardo Affini (ITA)      | 109è                 |
| 82                   | Nick Schultz (AUS)        | 23è                  |
| 84                   | Alexander Edmondson (AUS) | 55è                  |
| 85                   | Kaden Groves (AUS)        | 116è                 |
| 86                   | Callum Scotson (AUS)      | 100è                 |
| 87                   | Matteo Trentin (ITA)      | 16è                  |

| Dimension Data TDD | Dimension Data TDD               | Dimension Data TDD |
| ------------------ | -------------------------------- | ------------------ |
| Núm                | Ciclista                         | Pos                |
| 91                 | Stefan de Bod (RSA)              | 36è                |
| 92                 | Nicholas Dlamini (RSA)           | 54è                |
| 93                 | Enrico Gasparotto (ITA)          | DNF                |
| 94                 | Jacques Janse van Rensburg (RSA) | 25è                |
| 95                 | Gino Mäder (SUI)                 | 24è                |
| 96                 | Louis Meintjes (RSA)             | 22è                |
| 97                 | Jay Robert Thomson (RSA)         | 104è               |

| Team Jumbo-Visma TJV | Team Jumbo-Visma TJV     | Team Jumbo-Visma TJV |
| -------------------- | ------------------------ | -------------------- |
| Núm                  | Ciclista                 | Pos                  |
| 102                  | Floris De Tier (BEL)     | 57è                  |
| 103                  | Bert-Jan Lindeman (NED)  | 64è                  |
| 105                  | Timo Roosen (NED)        | 45è                  |
| 106                  | Antwan Tolhoek (NED)     | 4t                   |
| 107                  | Taco van der Hoorn (NED) | 108è                 |

| Katusha-Alpecin TKA | Katusha-Alpecin TKA         | Katusha-Alpecin TKA |
| ------------------- | --------------------------- | ------------------- |
| Núm                 | Ciclista                    | Pos                 |
| 111                 | Jenthe Biermans (BEL)       | DNF                 |
| 112                 | Steff Cras (BEL)            | 92è                 |
| 113                 | Viatxeslav Kuznetsov (RUS)  | 89è                 |
| 114                 | Daniel Navarro García (ESP) | 73è                 |
| 115                 | Simon Špilak (SLO)          | 64è                 |
| 116                 | Harry Tanfield (GBR)        | DNF                 |
| 117                 | Ilnur Zakarin (RUS)         | 71è                 |

| Team Sunweb SUN | Team Sunweb SUN              | Team Sunweb SUN |
| --------------- | ---------------------------- | --------------- |
| Núm             | Ciclista                     | Pos             |
| 121             | Nikias Arndt (GER)           | 40è             |
| 122             | Johannes Fröhlinger (GER)    | 56è             |
| 123             | Lennard Kämna (GER)          | 77è             |
| 124             | Max Kanter (GER)             | 52è             |
| 125             | Asbjørn Kragh Andersen (DEN) | 67è             |
| 126             | Florian Stork (GER)          | 101è            |
| 127             | Martijn Tusveld (NED)        | 10è             |

| Trek-Segafredo TFS | Trek-Segafredo TFS     | Trek-Segafredo TFS |
| ------------------ | ---------------------- | ------------------ |
| Núm                | Ciclista               | Pos                |
| 131                | Nicola Conci (ITA)     | 82è                |
| 132                | John Degenkolb (GER)   | 63è                |
| 133                | Ryan Mullen (IRL)      | 106è               |
| 134                | Jacopo Mosca (ITA)     | 28è                |
| 135                | Matteo Moschetti (ITA) | 81è                |
| 136                | Kiel Reijnen (USA)     | 91è                |
| 137                | Peter Stetina (USA)    | 15è                |

| UAE Team Emirates UAD | UAE Team Emirates UAD            | UAE Team Emirates UAD |
| --------------------- | -------------------------------- | --------------------- |
| Núm                   | Ciclista                         | Pos                   |
| 141                   | Oliviero Troia (ITA)             | 96è                   |
| 142                   | Roberto Ferrari (ITA)            | 115è                  |
| 143                   | Fernando Gaviria Rendón (COL)    | 72è                   |
| 144                   | Sebastián Molano Benavides (COL) | 83è                   |
| 145                   | Ivo Oliveira (POR)               | 97è                   |
| 146                   | Simone Petilli (ITA)             | 26è                   |
| 147                   | Aliaksandr Rabuixenka (BLR)      | 20è                   |

| Israel Cycling Academy ICA | Israel Cycling Academy ICA | Israel Cycling Academy ICA |
| -------------------------- | -------------------------- | -------------------------- |
| Núm                        | Ciclista                   | Pos                        |
| 151                        | Daniel Turek (CZE)         | 29è                        |
| 152                        | Matteo Badilatti (SUI)     | 33è                        |
| 153                        | Riccardo Minali (ITA)      | 87è                        |
| 154                        | Roy Goldstein (ISR)        | 111è                       |
| 155                        | Itamar Einhorn (ISR)       | 74è                        |
| 156                        | Hamish Schreurs (NZL)      | 78è                        |
| 157                        | Benjamin Perry (CAN)       | 95è                        |

| Total Direct Énergie TDE | Total Direct Énergie TDE | Total Direct Énergie TDE |
| ------------------------ | ------------------------ | ------------------------ |
| Núm                      | Ciclista                 | Pos                      |
| 161                      | Lilian Calmejane (FRA)   | 12è                      |
| 162                      | Jérôme Cousin (FRA)      | 73è                      |
| 163                      | Jonathan Hivert (FRA)    | 31è                      |
| 164                      | Bryan Nauleau (FRA)      | 89è                      |
| 165                      | Paul Ourselin (FRA)      | 58è                      |
| 166                      | Romain Sicard (FRA)      | 35è                      |
| 167                      | Rein Taaramäe (EST)      | 41è                      |

| Wanty-Gobert WGG | Wanty-Gobert WGG           | Wanty-Gobert WGG |
| ---------------- | -------------------------- | ---------------- |
| Núm              | Ciclista                   | Pos              |
| 171              | Timothy Dupont (BEL)       | 43è              |
| 172              | Odd Christian Eiking (NOR) | 6è               |
| 173              | Tom Devriendt (BEL)        | 103è             |
| 174              | Pieter Vanspeybrouck (BEL) | 118è             |
| 175              | Guillaume Martin (FRA)     | 18è              |
| 176              | Kévin Van Melsen (BEL)     | 102è             |
| 177              | Loïc Vliegen (BEL)         | 30è              |